# Lothar von Perfall
Lothar Franz Maria Freiherr von Perfall (* 4. Mai 1884 in Greifenberg; † 14. Juli 1966 in München) war ein deutscher Offizier und preußischer Landrat.

## Leben

### Familie
Lothar von Perfall entstammte der Familie von Perfall und war bei sieben Geschwistern das zweitjüngste Kind vom bayerischer Kammerherr Erhard von Perfall (1844–1909) und seiner Frau Amalie, geb. Freiin von Grießenbeck von Grießenbach (* 1847). Sein Großvater war der Landrat Maximilian Freiherr Perfall zu Perfall (1814–1877) und sein Urgroßvater der bayerische Kämmerer und Major Emanuel von Perfall (1786–1854). Sein älterer Bruder war der Forstwirt und Gutsbesitzer Franz von Perfall (1879–1966).

### Werdegang
Als Nachfolger von Burghard Bock von Wülfingen wurde er im April 1936 als Major a. D. zum kommissarischen Landrat in Worbis ernannt. Im darauffolgenden Jahr wurde er Anfang August endgültig zum Landrat in Worbis im Regierungsbezirk Erfurt ernannt. NSDAP-Kreisleiter im Kreis Worbis war bis zu seinem Tod 1940 Herbert Haselwander. 1942 wurde seine Entlassung auf Nachsuchen erteilt.
Er war u. a. 1939 Mitglied des Aufsichtsrates der Obereichsfelder Kleinbahn AG.

### Familie
Lothar von Perfall heiratete am 30. Oktober 1913 in Detmold Hanna Vüllers (1890–1924). Nach dem Tod seiner Frau heiratete er am 11. Juni 1927 in Vachendorf Therese von Zwehl (* 1893). Am 21. Dezember 1937 wurde die Ehe geschieden.